# Луций Корнелий Сципион (претор 174 пр.н.е.)
Вижте пояснителната страница за други личности с името Луций Корнелий Сципион.
Луций Корнелий Сципион Африкански (на латински: Publius Cornelius Scipio Africanus) е сенатор на Римската република.
Произлиза от клон Сципиони на фамилията Корнелии. Син е на Емилия Паула и Сципион Африкански. Брат е на Корнелия Африканска Старша, Корнелия Африканска Младша и Публий Корнелий Сципион.
През 192 пр.н.е. той попада в плен при Антиох III. Държали са се него с уважение и през 190 пр.н.е. го освобождават.
Той става претор през 174 пр.н.е. с помощта на бившия секретар на баща му Гай Цицерей (на латински: Gaius Cicereius). Още същата година обаче е изгонен от сената от цензорите Авъл Постумий Албин Луск и Квинт Фулвий Флак.